# Refugio de Estós
El refugio de Estós está situado en el valle de Estós, en pleno parque natural de Posets-Maladeta en España, a 1.859 m de altitud. 
Administrativamente está situado dentro del término municipal de Benasque, en la comarca de La Ribagorza, en la provincia de Huesca en la Comunidad Autónoma de Aragón.
Es un refugio de montaña guardado todo el año con 120 plazas en litera corrida. Dispone de agua corriente, duchas y lavabos exteriores, agua caliente, servicio de bar y comedor, mantas, calefacción, chimenea, lugar para cocinar, taquillas, guardaesquís y calzado de descanso. También ofrece teléfono y sistema de telecomunicaciones para emergencias.

## Actividades
Es un punto de partida para muchos excursionistas, para practicar el senderismo por el GR 11, senderos de pequeño recorrido de Benasque, travesías por Literola, Gistaín (GR-11), Eriste, Valle de O, Travesía de los tres refugios (Estós-Biadós-Ángel Orús), ascensiones al Posets/Llardana, Gemelos, Clarabides, Gourgs Blancos, Perdiguero, Jean Arlaud, Es Corbets, Agujas de Perramó, Tucas de Ixeya, Montidiego, así como numerosos itinerarios de esquí de Montaña, escalada en roca, alpinismo y espeleología.